# デヴィッド・ロビンソン (ミュージシャン)
デヴィッド・ロビンソン（David Robinson、1949年4月2日 - ）は、アメリカのロック・ドラマー。ライジング・タイド、モダン・ラヴァーズ、ポップ!、DMZ、カーズなど、多くのロック・バンドと共演している。2018年、ロビンソンはカーズのメンバーとしてロックの殿堂入りを果たした。

## 略歴
ロビンソンは、マサチューセッツ州モールデンで生まれ、ウォバーン記念高校に通った。
ロビンソンがカーズのバンド名を思いつき、アルバムのカバーをデザインしたとクレジットされている。
カーズ解散後、ロビンソンはレストランを経営しつつ、『ハウスシッター/結婚願望』や『クルーシブル』など、いくつかの映画にエキストラとして出演した。
2010年、ロビンソンはカーズの生き残ったオリジナル・メンバーと再会し、24年ぶりのアルバム『ムーヴ・ライク・ディス』をレコーディングした。彼は1987年にドラムの演奏をやめていたため、ドラムの演奏方法を再学習しなければならなかった (コンガのゆるいジャミングは別として)。『ムーヴ・ライク・ディス』の完成後、ロビンソンは、より多くのスタジオ・アルバムに取り組むことに興味があると述べた。
2018年8月の時点で、ロビンソンはマサチューセッツ州ロックポートでアートギャラリーを経営しており、そこで自分が作ったジュエリーを販売している。
2020年、ロビンソンはテレビ番組『クラシックカー・コレクション』のエピソードに出演し、そこで彼の1969年製デ・トマソ・マングスタがレストアされた。